# Céphisodote (orateur)
Pour les articles homonymes, voir Céphisodote.
Céphisodote, orateur athénien, est un des dix ambassadeurs qu'Athènes envoie à Sparte en 368 av. J.-C. Il dirige, avec une flotte de dix vaisseaux, une expédition dans la Chersonèse : mais ayant conclu un traité qui déplait à ses compatriotes, il est destitué, mis en jugement, et échappe de peu à la peine capitale.